# Alpi Tolmezzine Orientali
Le Alpi Tolmezzine Orientali (Östliche Tolmezziner Alpen in tedesco) sono un gruppo montuoso delle Alpi Carniche, poste in Friuli-Venezia Giulia (provincia di Udine); insieme alle Alpi Tolmezzine Occidentali formano le Alpi di Tolmezzo, prendendo il nome dalla città di Tolmezzo rispetto alla quale si trovano ad oriente.

## Classificazione

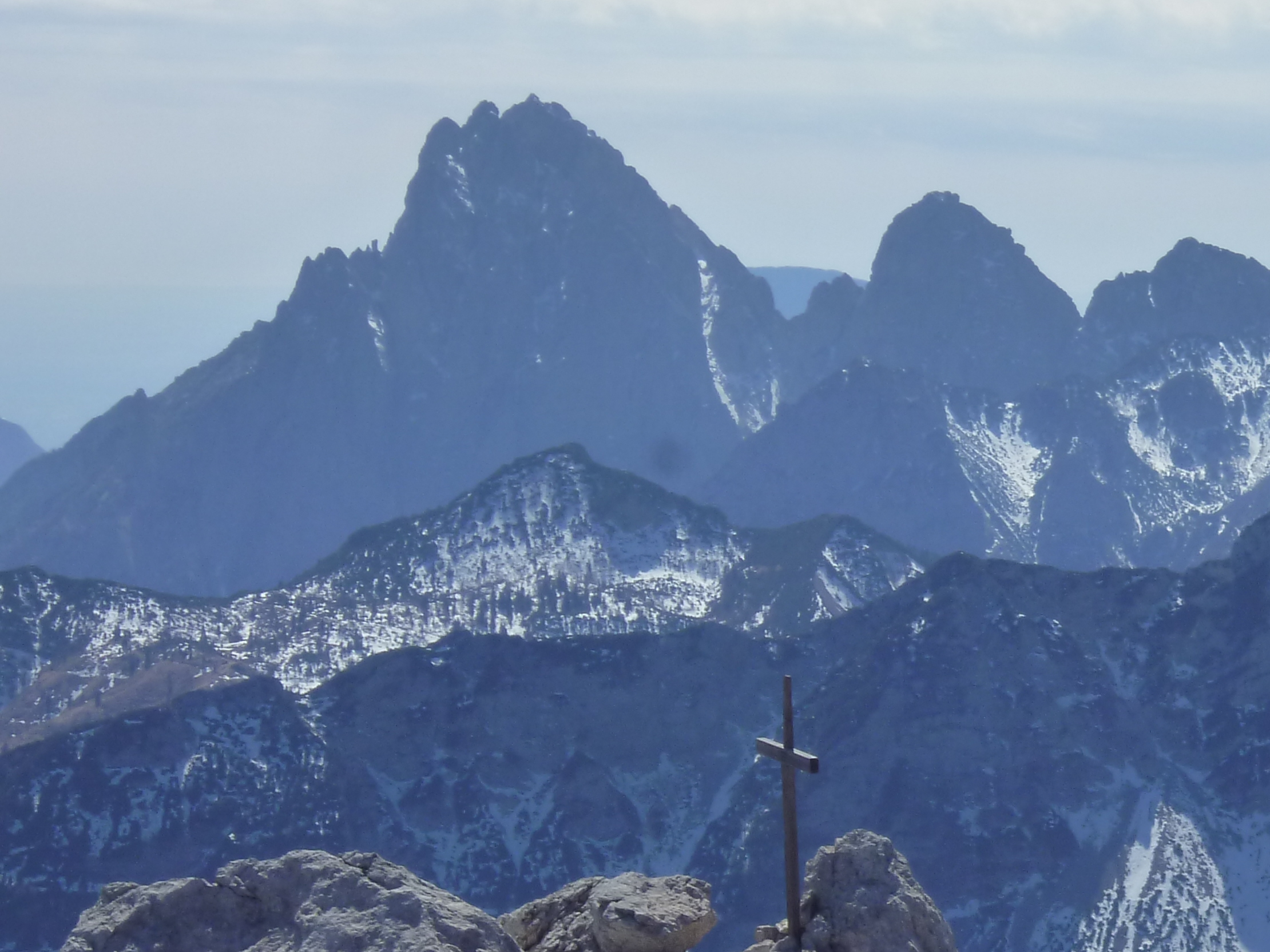
Creta Grauzaria

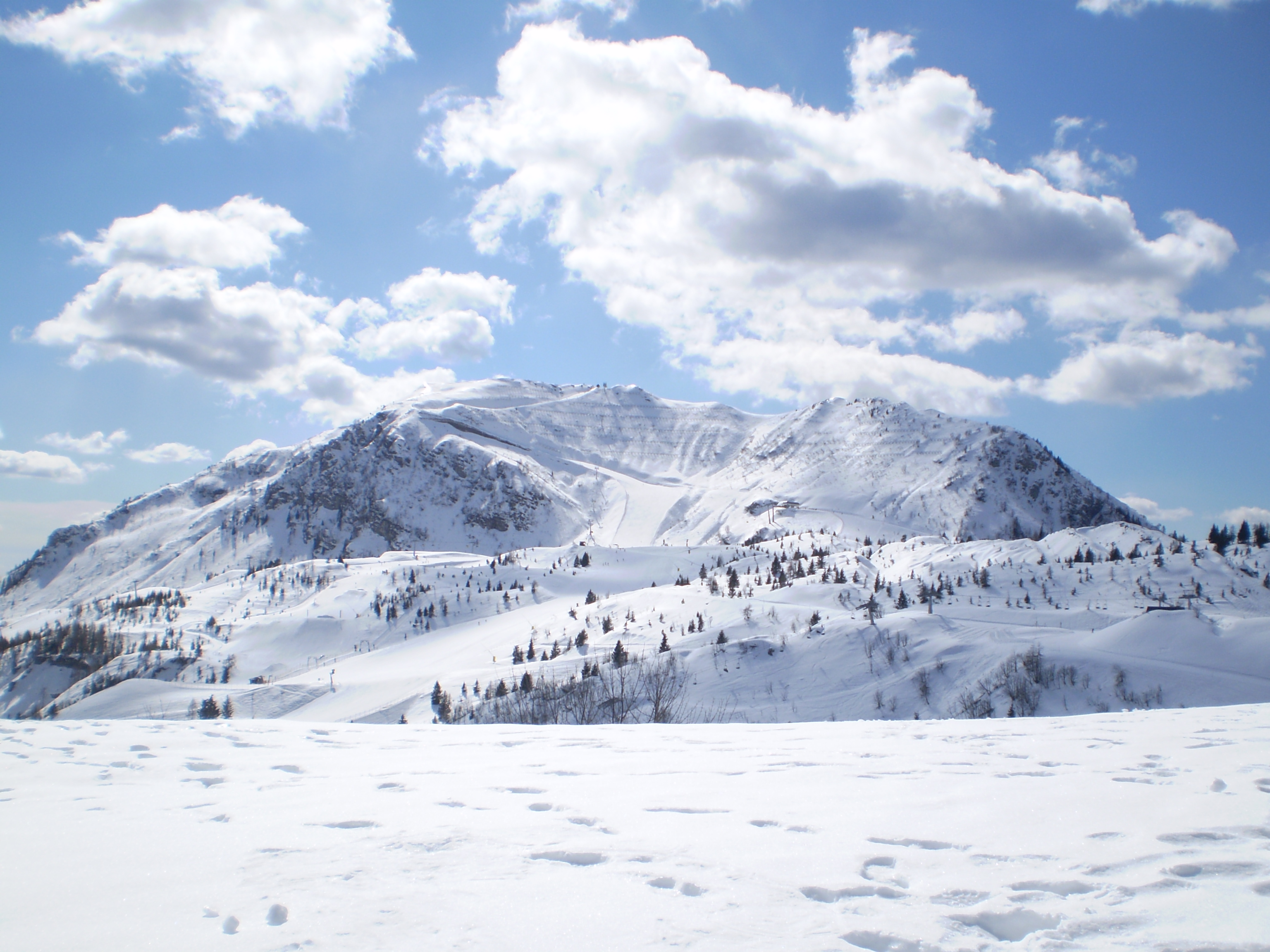
Monte Tamai

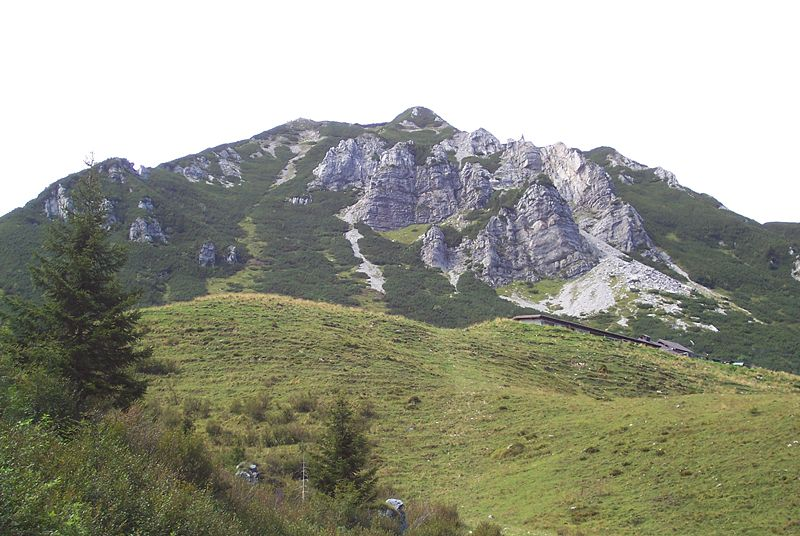
Monte Arvènis

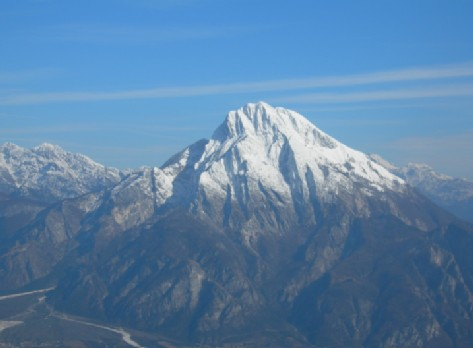
Monte Amariana

Secondo la SOIUSA Le Alpi Tolmezzine Orientali sono un supergruppo alpino con la seguente classificazione:
- Grande parte = Alpi Orientali
- Grande settore = Alpi Sud-orientali
- Sezione = Alpi Carniche e della Gail
- Sottosezione = Alpi Carniche
- Supergruppo = Alpi Tolmezzine Orientali
- Codice = II/C-33.I-D

## Delimitazioni
Ruotando in senso orario i limiti geografici sono: Sella di Valcalda, Val Pontalba, Forca di Lius, Forca Griffon, Sella di Cereschiatis, Canal del Ferro, fiume Tagliamento, Val Degano, Sella di Valcalda.

## Suddivisione
Secondo la SOIUSA le Alpi Tolmezzine Orientali sono ulteriormente suddivise in quattro gruppi e dieci sottogruppi:
- Gruppo dell'Arvenis (11)
  - Dorsale Tamai-Zoncolan (11.a)
  - Dorsale Arvenis-Claupa (11.b)
  - Dorsale del Dauda (11.c)
- Gruppo del Tersadia (12)
- Gruppo Sernio-Grauzaria (13)
  - Dorsale della Grauzaria (13.a)
  - Dorsale Sernio-Palasecca (13.b)
  - Dorsale dell'Amariana (13.c)
- Gruppo dello Zuc del Bôr (14)
  - Dorsale Zuc del Bôr-Chiavals-Gleris (14.a)
  - Cresta di Vualt (14.b)
  - Costiera Crostis-Pisimoni (14.c)
  - Cresta della Slenza (14.d)

## Vette
Alcune delle vette principali delle Alpi Tolmezzine Orientali sono:
- Zuc del Bor - 2.195 m
- Monte Sernio - 2.187 m
- Monte Chiavals - 2.098 m
- Creta Grauzaria - 2.065 m
- Monte Tamai - 1.970 m
- Monte Arvènis - 1.968 m
- Monte Tersadia - 1.959 m
- Monte Amariana - 1.906 m
- Monte Dauda - 1.765 m
- Monte Zoncolan - 1.750 m
- Monte Vualt - 1.725 m
- Slenza Ovest - 1.665 m
- Slenza Est - 1.589 m